# Filchneria irani
Filchneria irani är en bäcksländeart som först beskrevs av Aubert 1964.  Filchneria irani ingår i släktet Filchneria och familjen rovbäcksländor. Inga underarter finns listade i Catalogue of Life.